# Najduži dan (2015.)
Najduži dan, hrvatski dokumentarni serijal. Tema su zanimanja koja imaju dane kad dosežu vrhunac po opsegu posla, a taj vrhunac zbiva se jednom godišnje ili čak jednom u radnom vijeku. Serijal se sastoji od deset epizoda. Prikazan je radni život voditelja alkarske ergele, kontrolora leta, kuhara, organizatorice vjenčanja, pirotehničara, arhitekta, smetlara, voditelja vukovarskog kupališta, kazališnog redatelja i modne dizajnerice. Izabrana zanimanja zahtijevaju volju, znanje i ljubav prema svom poslu. Produkcija/proizvodnja: Drugi plan za HRT 2015. godine.